# Arvid Carlsson
Per Arvid Emil Carlsson, född 25 januari 1923 i Uppsala, död 29 juni 2018 i Göteborg, var en svensk farmakolog och professor vid Göteborgs universitet och mottagare av Nobelpriset i fysiologi eller medicin år 2000.

## Biografi
Carlsson växte upp i Lund, och blev 1951 både medicine licentiat och medicine doktor vid Lunds universitet. Han anställdes där som extra ordinarie docent i farmakologi, och kallades 1959 till Göteborgs universitet som professor i farmakologi. Han innehade denna befattning fram till sin pensionering 1989. Carlsson var ledamot av Kungliga Vetenskapsakademien sedan 1976 och var upp till hög ålder aktiv som forskare och föreläsare samt styrelseledamot i flera forskningsföretag.

## Forskargärning
Arvid Carlsson tilldelades 1979 Wolfpriset i medicin tillsammans med Roger W. Sperry och Oleh Hornykiewicz.
Carlsson tilldelades år 2000 Nobelpriset i fysiologi eller medicin för sina "upptäckter rörande signalsubstanser i nervsystemet". Bland annat studerade han signalsubstanserna dopamin och serotonin. Han delade priset med amerikanerna Paul Greengard och Eric R. Kandel. 
Signalerna från en nervcell till en annan överförs med hjälp av olika signalsubstanser. Signalöverföringen sker i speciella kontaktpunkter, så kallade synapser. En enda nervcell kan ha tusentals kontaktpunkter med andra nervceller. 
Carlsson upptäckte att dopamin är en sådan signalsubstans i hjärnan och att dopamin har stor betydelse för kontrollen av våra rörelser. Hans forskningsrön ledde i sin tur till insikten att Parkinsons sjukdom orsakas av dopaminbrist i vissa delar av hjärnan. Detta ledde sedan till framställandet av Levodopa, ett effektivt läkemedel mot denna sjukdom.
Den andre nobelpristagaren i medicin år 2000, Paul Greengard upptäckte vilka effekter dopamin och en rad andra signalsubstanser har på nervsystemet. Signalsubstanserna påverkar först en receptor på cellens yta. Det utlöser en kaskad av reaktioner som påverkar vissa nyckelproteiner som i sin tur reglerar olika funktioner i cellen. Proteinernas form och funktion förändras genom att fosfatgrupper tillförs (fosforylering) eller tas bort (defosforylering). Genom denna mekanism kan signalsubstanser överföra sina budskap mellan nervceller. 
Den tredje nobelpristagaren i medicin år 2000, Eric Kandel, upptäckte sedan hur synapsernas effektivitet kan förändras och med vilka molekylära mekanismer detta sker. Han visade att synapsernas funktion är central för inlärning och minne. För uppkomsten av en form av korttidsminne spelar proteinfosforylering i synapsen en viktig roll. För att ett långtidsminne ska uppstå krävs dessutom nybildning av proteiner, vilket bland annat leder till att synapsens form och funktion förändras.
Carlssons studier kring dopaminets funktion ledde 1963 till ännu ett vetenskapligt genombrott. Han upptäckte, att de läkemedel som lindrar symtomen vid schizofreni och andra psykossjukdomar utövar sina effekter genom att minska dopaminets inflytande i hjärnan. Det var också Arvid Carlsson och hans medarbetare som först insåg att en selektiv förstärkning av signalämnet serotonin utgör ett effektivt och skonsamt sätt att behandla depressioner. Carlsson tog i samarbete med Astra i slutet av 1970-talet fram det första SSRI-preparatet Zelmid (Zimelidin), som inregistrerades i Sverige 1982. På grund av sällsynta men allvarliga biverkningar avregistrerades dock detta preparat efter en tid. Andra läkemedel som Prozac och Cipramil, baseras på samma verkningsmekanism. Dessa preparat anses ha revolutionerat behandlingen av depression och ångestsjukdomar.
Iakttagelsen att man kan påverka symtomen vid Parkinsons sjukdom och psykos genom att modifiera dopaminaktiviteten har varit av avgörande betydelse för förståelsen av dessa sjukdomar. Men ännu viktigare är att man genom dessa studier för första gången fick klart för sig att det faktiskt är möjligt att påverka hjärnans funktion genom att modulera de signalämnen som sköter kommunikationen mellan nervcellerna med hjälp av farmaka. I stort sett all senare forskning kring läkemedelsbehandling av neurologiska och psykiska sjukdomar bygger på denna av Arvid Carlsson anvisade strategi.
Han har också varit med om att ta fram blodtrycks- och astmamedicin.
Carlsson har kritiserat läkemedelsföretagen och stamcellsforskningen. Han menar att media ger en alltför positiv bild av neurogenes och nybildningen av hjärnceller hos vuxna. Han menar att det inte är bevisat att nya nervceller kan ersätta döda nervceller hos vuxna människor. 
Arvid Carlsson bildade Carlsson Research AB, för att sedan, enligt hans egen uppgift, ha tvingats lämna sitt bolag, enligt andra ha frivilligt sålt sin aktieandel i företaget. Arvid Carlsson Institutet fanns på Medicinarberget vid Sahlgrenska sjukhuset, men lades ner 2006 efter interna stridigheter. Arvid Carlsson var med om att bilda Arvid Carlsson Fonden där han var styrelseledamot. Den stödjer bland annat forskning om bipolär sjukdom.

### Familj
Arvid Carlsson var son till professor Gottfrid Carlsson (1887–1964) och fil. mag. Lizzie Carlsson, född Steffenburg (1892–1974), samt bror till professor bland andra Sten Carlsson (1917–1989). Han var gift och hade fem barn.